# Kap Fanning
Das Kap Fanning ist ein Kap an der Black-Küste des Palmerlands auf der Antarktischen Halbinsel. Sie liegt an der Nordseite der Einfahrt zum Violante Inlet.
Entdeckt wurde es während der United States Antarctic Service Expedition (1939–1941) bei einem Überflug im Dezember 1940. Das Advisory Committee on Antarctic Names benannte es 1947 nach dem Seefahrer und Forschungsreisenden Edmund Fanning (1769–1841), dessen Buch Voyages Round the World von 1833 einen eindrücklichen Einblick in die frühen Anstrengungen bei der Erforschung der Antarktis geben.